# سالم حديد
سالم حديد ، لاعب كرة قدم إماراتي سابق.
و قد كان يلعب مع نادي الشارقة.
و قد لعب مع منتخب الإمارات لكرة القدم.

## كأس الخليج 1982
و قد سجل هدف في مرمى منتخب البحرين لكرة القدم.
كما أنه أول لاعب إماراتي يسجل في مرمى منتخب اليابان